# Thiamine-triphosphatase
La thiamine-triphosphatase (ThTPase) est une hydrolase qui catalyse la réaction, :
Thiamine triphosphate + H2O  {\displaystyle \rightleftharpoons }  thiamine pyrophosphate + Pi.